# Arthur T. Benjamin
Arthur Todd Benjamin (* 19. März 1961 in Cleveland, Ohio) ist ein US-amerikanischer Mathematiker, der sich mit Kombinatorik befasst und auch als Zauberer bekannt ist.

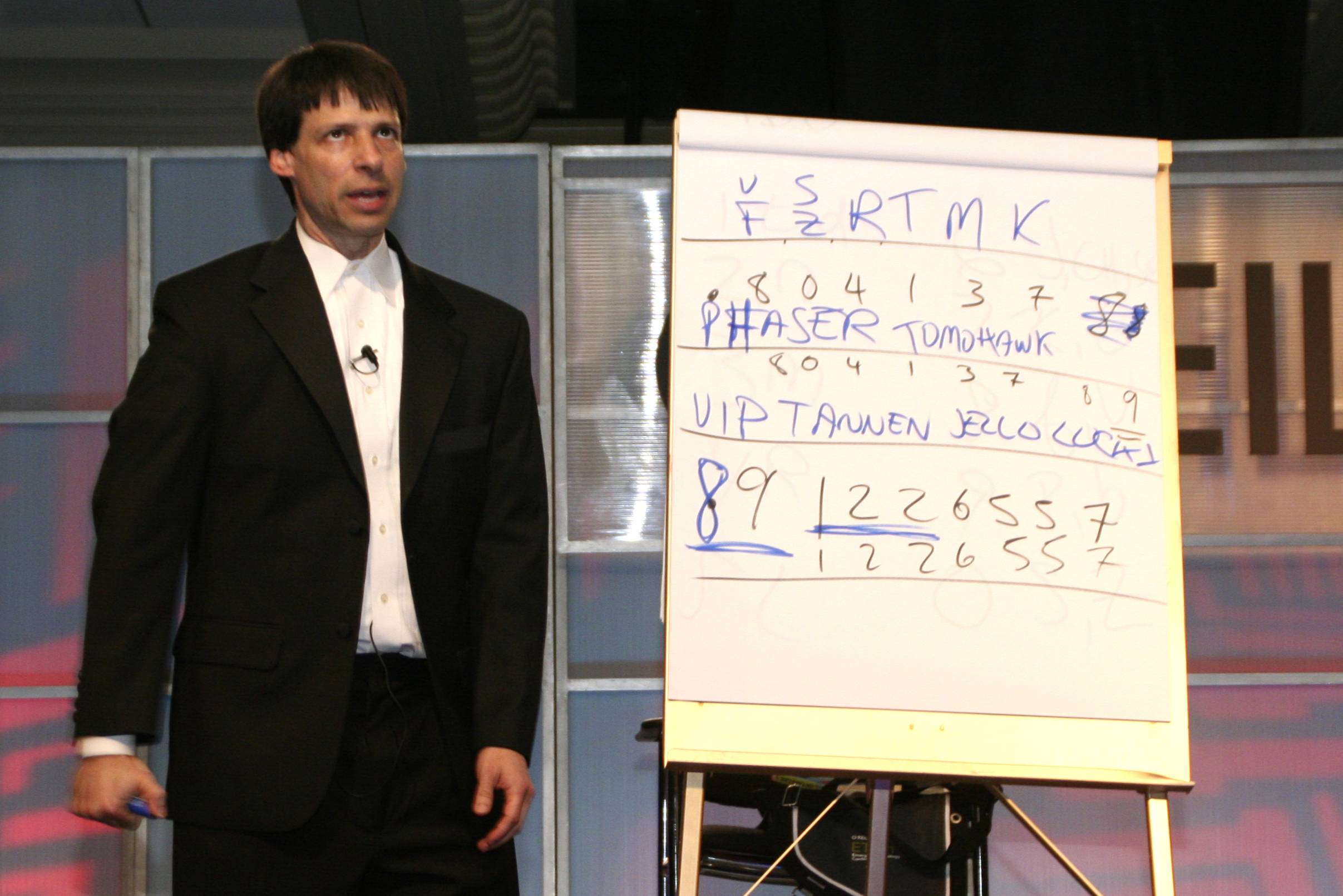
Arthur Benjamin 2007

## Leben

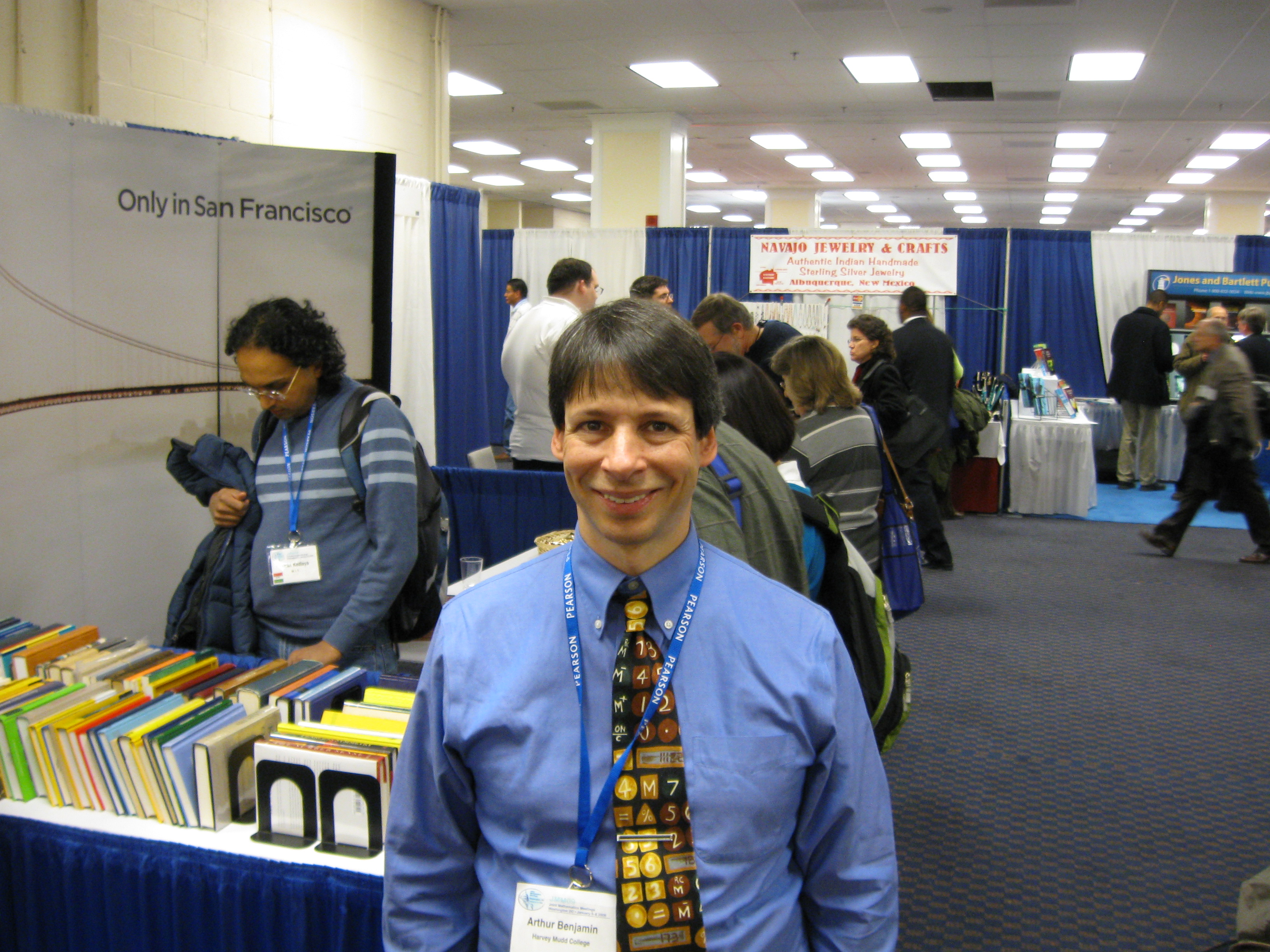
Arthur Benjamin 2009

Benjamin studierte an der Carnegie Mellon University mit dem Bachelor-Abschluss in Angewandter Mathematik 1983 und erhielt 1985 seinen Master-Abschluss an der Johns Hopkins University, an der er 1989 bei Alan J. Goldman promoviert wurde (Turnpike structures for optimal maneuvers). 1989 wurde er Assistant Professor, 1995 Associate Professor und 2000 Professor für Mathematik am Harvey Mudd College. 2002 bis 2004 stand er dort der Mathematik-Fakultät vor.
Neben Arbeiten über Kombinatorik veröffentlichte er auch über mathematische Kartentricks und theoretische Festkörperphysik (zum Beispiel halbzahliger Quanten-Hall-Effekt).
Er arbeitete unter anderem am Institute for Defense Analyses (1989), für die National Security Agency (1987), am Thomas J. Watson Research Center von IBM (als Student 1982) und war Gastprofessor am Caltech (1995/96), der University of New South Wales in Sydney, der Brandeis University und an der Universität Oxford.
2006 bis 2008 war er Polya Lecturer der Mathematical Association of America.
Für Graphs, Maneuvers and Turnpikes erhielt er 1988 den George Nicholson Prize der Operations Research Society of America. Er ist Fellow der American Mathematical Society.
Als Magier tritt er mit einer Mathemagic-Show auf, in der er unter anderem schnelles Kopfrechnen, schnelle Bestimmung von Wochentagen von Kalenderdaten oder Auswendiglernen großer Zahlen demonstriert. Er veröffentlichte darüber auch mehrere Bücher und Filme (für The Teaching Company).
Außerdem ist er Backgammon-Spieler auf professionellem Niveau. Er gewann 1997 die American Backgammon Tour und rangiert in der ewigen Bestenliste auf Platz 10 (Stand März 2019).

## Schriften
- Turnpike structures for optimal maneuvers, Scholarship@Claremont, 1989 (englisch; Dissertation; mit kurzem Lebenslauf)
- mit Michael B. Shermer Teach your child math, McGraw Hill 1991
- mit Shermer Mathemagics: How to Look like a Genius Without Really Trying, McGraw Hill 1993, 1998
- mit Jennifer J. Quinn Proofs That Really Count: The Art of Combinatorial Proof, MAA, Dolciani Series, 2003 (erhielt den Beckenbach Preis)
- mit Shermer Secrets of Mental Math: The Mathemagician's Guide to Lightning Calculation and Amazing Math Tricks, Random House 2006 (Neuausgabe von Mathemagics)
- Herausgeber mit Ezra B. Brown Biscuits of Number Theory, MAA, Dolciani Series, 2009